# فوزية كوفي
فوزية كوفي (بالفارسية: فوزیه کوفی) (من مواليد 1975)  هي سياسية أفغانية وناشطة في مجال حقوق المرأة. وهي في الأصل من مقاطعة بدخشان، وتعمل حاليًا كعضوة في البرلمان في كابول ونائبة لرئيس الجمعية الوطنية.

## سيرة شخصية

### الشباب والتعليم
وُلدت كوفي في عائلة متعددة الزوجات مكونة من سبع نساء، ورُفضت كوفي من قبل عائلتها لأول مرة بسبب جنسها. كان والدها، وهو عضو في البرلمان، قد تزوج من امرأة شابة، وسعت والدتها إلى أن يكون لها ابن للحفاظ على عاطفة زوجها. في اليوم الذي ولدت فيه كوفي، تُركت لتموت في الشمس.
تمكنت من إقناع والديها بإرسالها إلى المدرسة، مما جعلها الفتاة الوحيدة في العائلة التي تلتحق بالمدرسة. تخرجت بعد ذلك من الجامعة بدرجة الماجستير في إدارة الأعمال والإدارة. كان والدها عضوًا في البرلمان لمدة 25 عامًا لكنه توفي في نهاية الحرب الأفغانية الأولى (1979-1989)، على يد المجاهدين.
أرادت كوفي في الأصل أن تصبح طبيبة، لكنها اختارت دراسة العلوم السياسية وأن تصبح عضواً في اليونيسف. عملت عن كثب مع الفئات الضعيفة مثل المشردين داخلياً (IDP) والنساء والأطفال المهمشين، وعملت كمسؤولة حماية الطفل في المنظمة من 2002 إلى 2004.

### الحياة السياسية

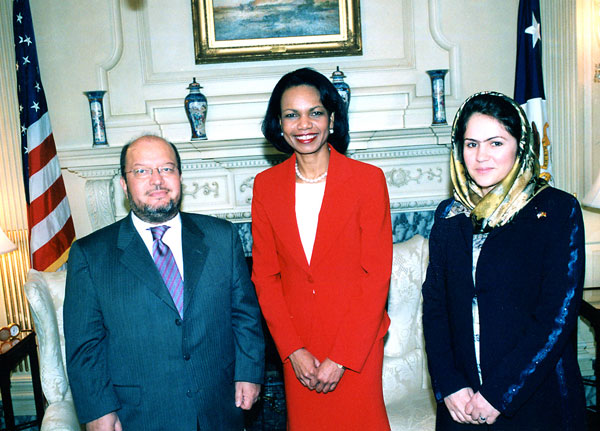
وزيرة الخارجية الأمريكية كوندوليزا رايس وقتها ورئيس البرلمان الأفغاني سيد حامد جيلاني مع فوزية كوفي في عام 2006.

بدأت كوفي مسيرتها السياسية في عام 2001 بعد سقوط طالبان، وعززت حق الفتيات في التعليم في حملتها «العودة إلى المدرسة».
من عام 2002 إلى عام 2004، عملت فوزية كوفي مع اليونيسف كمسؤولة حماية الطفل لحماية الأطفال من العنف والاستغلال والإيذاء.
في الانتخابات البرلمانية في عام 2005، تم انتخابها لعضوية مجلس النواب في الجمعية الوطنية الأفغانية ووليسي جيرغا لمنطقة بدخشان في الجزء الشمالي الشرقي من البلاد، وشغلت منصب نائب رئيس مجلس النواب الذي يحمل رئيسه مجلس النواب أيضًا. لقب نائب رئيس الجمعية الوطنية. كانت أول نائبة لرئيس البرلمان في تاريخ أفغانستان. أعيد انتخابها في الانتخابات البرلمانية لعام 2010 ثم انتخبت نائبة من إجمالي 69 عضوة في الجمعية.
في البرلمان، ركزت بشكل أساسي على حقوق المرأة، لكنها أيضًا سنت تشريعات لبناء الطرق لربط القرى النائية بالمرافق التعليمية والصحية. في عام 2009، صاغت السيدة كوفي تشريعات القضاء على العنف ضد المرأة. كان من الضروري التصويت على المسودة التي صاغتها كوفي حتى تصبح وثيقة رسمية من الدستور. تم تقديمه إلى البرلمان في عام 2013 وتم حظره من قبل الأعضاء المحافظين الذين ادعوا أن مواد القانون تتعارض مع الإسلام. ومع ذلك، يتم تنفيذ القانون في جميع المحافظات الـ 34 في أفغانستان، ويتم البت في قضايا المحاكم بناءً على القانون.
لقد نجت من عدة محاولات اغتيال، بما في ذلك محاولة في 8 مارس 2010، بالقرب من بلدة تورا بورا.
عزمت كوفي الترشح لرئاسة أفغانستان في الانتخابات الرئاسية الأفغانية لعام 2014 كمنصة حقوق متساوية للمرأة، وتعزيز التعليم العالمي، ومعارضة الفساد السياسي،  لكنها قالت في يوليو 2014 أن لجنة الانتخابات نقل تاريخ التسجيل إلى أكتوبر 2013 ونتيجة لذلك، لم تكن مؤهلة للحصول على الحد الأدنى لمتطلبات السن وهو 40 عامًا.
تم إعادة انتخابها كعضو في البرلمان في عام 2014 لكنها لم تعد تشغل منصب نائب رئيس البرلمان. تشغل حاليًا منصب رئيسة لجنة المرأة والمجتمع المدني وحقوق الإنسان في أفغانستان.
في 14 أغسطس / آب 2020، أصيبت فوزية كوفي برصاص مسلحين في ذراعها بالقرب من كابل في محاولة لاغتيالها، أثناء عودتها من زيارة إلى ولاية باروان الشمالية مع شقيقتها مريم كوفي. كان الناشط الحقوقي البارز جزءًا من الفريق المكون من 21 عضوًا الذي مثل الحكومة الأفغانية في مفاوضات السلام مع طالبان.

### مشاركة حقوق المرأة
جعلت كوفي الدفاع عن حقوق المرأة في أفغانستان أولوية.
تشمل بعض المبادرات النسائية الرئيسية التي دافعت عنها خلال فترة عضويتها في البرلمان ما يلي: تحسين ظروف معيشة المرأة في السجون الأفغانية؛ إنشاء لجنة لمكافحة مسألة العنف (وخاصة العنف الجنسي) ضد الأطفال؛ وتعديل قانون الأحوال الشخصية الشيعي.
كما عززت كوفي تعليم النساء والأطفال من خلال الدعوة إلى الوصول إلى المدارس الجيدة وخلق فرص التعليم غير الرسمي للناخبين في مقاطعة بدخشان. أثناء عملها نائبة لرئيس مجلس الإدارة في عام 2005، جمعت السيدة كوفي تمويلاً خاصاً لبناء مدارس للبنات في المقاطعات النائية. في عام 2009، تم اختيارها كقائدة عالمية شابة من قبل المنتدى الاقتصادي العالمي.

## الحياة الشخصية
كانت كوفي متزوجة من رجل يدعى حميد، وهو مهندس ومعلم للكيمياء. تم ترتيب زواجها، لكنها لم ترفض اختيار أسرتها. بعد عشرة أيام من زواجهما، اعتقل جنود طالبان زوجها وسُجن. في السجن، أصيب بالسل وتوفي بعد فترة وجيزة من إطلاق سراحه في عام 2003. تعيش كوفي في كابول مع ابنتيها المراهقين.

## أعمال
- Fawzia Koofi (أبريل 2011). Letters to My Daughters. Canada: Douglas & Mcintyre. ISBN:978-1-55365-876-4.{{استشهاد بكتاب}}:  صيانة الاستشهاد: التاريخ والسنة (link)  Fawzia Koofi (أبريل 2011). Letters to My Daughters. Canada: Douglas & Mcintyre. ISBN:978-1-55365-876-4.  Fawzia Koofi (أبريل 2011). Letters to My Daughters. Canada: Douglas & Mcintyre. ISBN:978-1-55365-876-4.
- Fawzia Koofi (3 يناير 2012). The Favored Daughter: One Woman's Fight to Lead Afghanistan into the Future. USA: Palgrave Macmillan. ISBN:978-0-230-12067-9.{{استشهاد بكتاب}}:  صيانة الاستشهاد: التاريخ والسنة (link)  Fawzia Koofi (3 يناير 2012). The Favored Daughter: One Woman's Fight to Lead Afghanistan into the Future. USA: Palgrave Macmillan. ISBN:978-0-230-12067-9.  Fawzia Koofi (3 يناير 2012). The Favored Daughter: One Woman's Fight to Lead Afghanistan into the Future. USA: Palgrave Macmillan. ISBN:978-0-230-12067-9.

### الابنة المفضلة: قتال امرأة واحدة لقيادة أفغانستان نحو المستقبل
مذكرات فوزية كوفي، «الابنة المفضلة: قتال امرأة واحدة لقيادة أفغانستان في المستقبل» ، هي مذكرات عن السيرة الذاتية كتبتها فوزية كوفي بمساعدة نادين غوري. نُشر في الأصل تحت عنوان Letters to My Daughter ،  نُشرت هذه الطبعة في عام 2012 من قِبل Palgrave Macmillan Publishers. يحكي الكتاب قصة حياة كوفي طوال طفولتها، والتعليم، والمشاركة في السياسة. وتتكون من روايات عن حياتها تتخللها رسائل مكتوبة لابنتيها.

#### ملخص
تمتد القصة من وقت ولادة فوزية إلى الحاضر القريب وحياتها السياسية المتنامية. تبدأ كوفي الكتاب مع وصف للعائلة التي ولدت فيها. كانت التاسعة عشرة من بين ثلاثة وعشرين طفلاً لأبيها، وآخر أبناء أمها. مارست الأسرة تعدد الزوجات، حيث تزوج والد فوزية من سبع نساء. إنها تقدم موضوع القمع تجاه المرأة، وهو ما يظهر طوال العمل، من خلال وصف يوم ميلادها. تعرضت والدتها للدمار عندما علمت أنها أنجبت «فتاة فقيرة» بدلاً من ولد كان بإمكانه أن يستعيد عاطفة زوجها. ترفض حبس فوزية بعد ولادتها، ويترك الطفل خارج الشمس لمدة يوم كامل ليصيب حروق الشمس من الدرجة الثانية.
خلال مقدماتها، تصف كوفي أيضًا المهن السياسية لأبيها وجدها، الذين سينموون للتأثير على العديد من وجهات نظرها السياسية. ومع ذلك، فهي تقضي غالبية بداية الكتاب التي تصف الحياة اليومية لأسرتها في طفولتها. كانت والدة فوزية، على الرغم من الزوجة الثانية لزوجها، هي «الزوجة الرئيسية» التي كانت مسؤولة عن الحفاظ على إدارة الأسرة، خاصة عندما كان زوجها بعيدًا عن العمل السياسي.
ثم تعود كوفي إلى موضوع السياسة وتصف الأجواء السياسية لأفغانستان كنتيجة لوجود الاتحاد السوفيتي في البلاد. بعد أن حاربوا السوفييت، أصبح المجاهدون يسيطرون الآن على البلاد. وبينما يسافر والد فوزية إلى مركز نشاط سياسي، فقد قُتل على يد المجاهدين، مما أثار فزغ فوزية وعائلتها. بعد فترة وجيزة، حاول المجاهدون اغتيال عائلة فوزية بأكملها، مما تسبب في فرارها هي ووالدتها من المنطقة التي يسيطر عليها المجاهدون إلى فايز آباد ثم كابول. لسوء الحظ، لا يمر وقت طويل قبل سيطرة المجاهدين على كل أفغانستان. في كابول، تبدأ فوزية الذهاب إلى المدرسة، على الرغم من الموقف الاجتماعي السلبي تجاه تعليم الإناث. من أجل الأمان، يجب عليها أيضًا أن تلبس البرقع خارج منزلها، وهو ما تفعله بالكثير من الاستياء.
في هذه المرحلة، تتعلم فوزية بوفاة شقيقها مقيم، ويظهر العمل نقلة في النغمة، وتصبح أكثر قتامة وأكثر نضجا. مع تغميق النغمة، تتجاهل محيط فوزية لأن المجاهدين يسيئون استخدام سلطتهم. أصبحت عمليات الاغتصاب والانفجارات وإطلاق النار شائعة وأصبحت شوارع كابول خطرة للغاية بحيث لا يمكن المرور بأمان. رغم ذلك، ترفض فوزية التوقف عن حضور دروس المدرسة واللغة الإنجليزية، متدينة شوارع المدينة يوميًا. في هذه المرحلة من المذكرات، يتغير نظام دعم فوزية تمامًا عندما تصاب والدتها بمرض قاتل تمامًا كما تلتقي فوزية بزوجها المستقبلي حميد. ثم، يتغير النظام السياسي والاجتماعي أيضًا بسبب غزو طالبان. تبدأ المجموعة المتطرفة في تدمير الجوانب التاريخية والثقافية والتعليمية لأفغانستان. إنهم يقومون بهدم المدارس وتدمير المتاحف ويمنعون الاحتفالات مثل حفلات الزفاف. يُمنع النساء من الدراسة أو العمل، ويتعرضن للضرب إذا كن يرتدين أقل من البرقع. في النهاية، يُحظر على المرأة حتى مغادرة منازلها إن لم تكن مصحوبة بمحرم أو قريب دموي من الذكور. بعد وصف الأعمال المروعة التي ارتكبتها حركة طالبان، قال كوفي: «كل هذا كان من المفترض باسم الله. لكنني لا أعتقد أن هذه كانت تصرفات الله. لقد كانت تصرفات الرجال. وأنا متأكد من أن الله قد تحول بعيدا عن البكاء». تقرر فوزية الانتقال إلى مقاطعة أخرى يعيش فيها أحد إخوتها لتجنب طالبان.
أثناء وجوده خارج كابول، يتوجه أقارب حميد إلى شقيق فوزية، ميرشاكاي، (لأن والديها لم يعدا على قيد الحياة) لطلب يدها في الزواج. على الرغم من الطبيعة الفاحشة لمتطلبات شقيقها لحدوث الخطوبة، فإن حميد وعائلته يكتسبون الوسائل اللازمة للوفاء بالطلبات، وتصبح المشاركة رسمية. تقوم فوزية قريبًا برحلة خطيرة للعودة إلى كابول.
يركز الجزء التالي من الكتاب على صعوبة فوزية في محاولة التخطيط لإقامة حفل زفاف أفغاني تقليدي أثناء حكم طالباني القاسي. والأسوأ من ذلك، في الأسبوع الذي أعقب زفاف فوزية، قام مقاتلو طالبان بغزو منزل فوزية الجديد واعتقال زوجها بحثًا عن ميرشاكاي، وهو عضو في قائمة الأشخاص المطلوبين للنظام. تساعد فوزية شقيقها في العثور على مكان للاختباء من السلطات وتغمرها الفرح والراحة عندما تعود إلى المنزل لتجد حميد المفرج عنه بشكل غير متوقع. في وقت لاحق، يخطط ميرشاكاي لرحلة للهروب من أفغانستان والبحث عن ملاذ في باكستان. في غضون لحظات، أصبحت هذه الخطط مستحيلة عندما اقتحم ضباط طالباني شقة فوزية واعتقلوا على الفور ميرشاكي وحميد. تمكنت فوزية من كسب تأييد عدد كاف من الرجال في السلطة لإطلاق سراح الرجلين، وهربا على الفور إلى باكستان. أثناء وجوده هناك، اتصل حميد وميرشاي برئيس أفغانستان المنفي، وأصبحت فوزية وحميد مصدر إلهام من احتمال عودته المحتملة إلى السلطة والعودة إلى كابول. تم القبض على حامد على الفور من قبل طالبان.
تمر ثلاثة أشهر قبل أن تنجح فوزية في إنقاذ حميد من السجن، وقد أصيب بمرض شديد بسبب الظروف غير الإنسانية للسجن، وسافر الاثنان على الفور إلى فايز آباد. عند هذه النقطة، تلد فوزية ابنتها الأولى، وتبدأ التدريس، وتجد نفسها حاملًا للمرة الثانية. سرعان ما تنتعش مهنة كوفي، ويُطلب منها المشاركة في مشروع تحقيق مع مؤسسة الأطفال. يؤدي هذا بسرعة إلى مناصب مع اليونيسف والأمم المتحدة، وسرعان ما نمت مسيرتها المهنية وهي تكافح من أجل تحقيق التوازن بين حياتها المهنية وواجبها كراعٍ لابنتيها.
يشعر الأفغان بالارتياح عندما تطرد القوات العسكرية الأمريكية طالبان من السلطة كرد فعل على هجمات 11 سبتمبر، لكن سعادة فوزية تتحول إلى حزن عندما يغلب عليه مرض حامد وهو يوفي. ومع ذلك، عندما تجري أفغانستان أول انتخابات ديمقراطية، تحصل فوزية على إذن من أسرتها للترشيح لشغل منصب كعضو في البرلمان. لا تصدق أنها لا تفوز بالمقعد فحسب، بل من خلال شغفها وتصميمها تحصل أيضًا على منصب نائب رئيس مجلس النواب، وهو أمر لم يسمع به من امرأة.
انتهى العمل مع بعض اقتراحات كوفي لتحسين وطنها الحبيب. إنها تتطلع نحو المستقبل وخططها للترشح لرئاسة أفغانستان.
تستمر "مكانة كووفي" المفضلة لأنها تتزوج من الرجل الذي تختاره والدتها، وتعمل كمدرسة للغة الإنجليزية، وتصبح أول امرأة أفغانية تعمل مع اليونيسف في أفغانستان، وتربح في النهاية دعم عائلتها لخوض مقعد في البرلمان الجديد في أفغانستان. "